# 筌塘河伯石塔
筌塘河伯石塔位于中国广西壮族自治区桂林市秀峰区甲山街道筌塘村东、桃花江西畔。建于明朝嘉靖十一年（1532年）。
该石塔为亭阁式，通高为2.30米，塔基用二级方石修筑。塔身第一层为四方石柱，中有刻凸出隔梁，隔梁上方东面为线刻河伯像，西面为阴刻“嘉靖十一年”字样，南、北两面刻有镇邪符策，底部刻有莲瓣。第二层为阁式双重檐，顶部为葫芦形顶。该塔保存完好，1984年公布为桂林市文物保护单位。
此塔对研究桂林地区的道教历史发展有重要历史、艺术价值。2012年2月前，已经被盗。